# Willy Schütz
Guillaume Schütz, detto Willy (31 marzo 1903 – 26 novembre 1932), è stato un calciatore lussemburghese, di ruolo attaccante.

## Carriera

### Club
Ha sempre giocato nel campionato lussemburghese.

### Nazionale
Ha rappresentato la Nazionale del suo paese alle Olimpiadi del 1928.